# Tamika Catchings
Tamika Devonne Catchings (ur. 21 lipca 1979 w Stratford) – amerykańska koszykarka występująca na pozycji niskiej skrzydłowej. Czterokrotna złota medalistka olimpijska i dwukrotna mistrzostw świata.
Jest córką byłego gracza NBA – Harveya Catchingsa, wicemistrza NBA z 1977 roku. Mierząca 185 cm wzrostu zawodniczka studiowała na University of Tennessee. Uczelnię ukończyła w 2001, zdobywając tytuł mistrzyni NCAA w 1998. Do WNBA została wybrana z trzecim numerem w drafcie w 2001 przez Indiana Fever i nadal  - od 2002 - broni barw tej organizacji. W pierwszym sezonie została wybrana debiutantką roku, cztery razy ogłaszano ją najlepszym obrońcą rozgrywek (2005, 2006, 2009, 2010). Siedmiokrotnie brała udział w WNBA All-Star Game, trafiła także do WNBA All-Decade Team. W Europie grała w Rosji (Spartak Moskwa 2005), Lotosie Gdynia (2009) oraz Galatasaray (2010). Wcześniej występowała w Korei.
Catchings ma miejsce w reprezentacji Stanów Zjednoczonych. Poza trzema mistrzostwami olimpijskimi (2004, 2008, 2012) może się poszczycić m.in. złotym krążkiem mistrzostw świata (2010) oraz brązowym medalem tej imprezy (2006). Wcześniej występowała w juniorskich kadrach USA.
W sezonie 2011 Catchings została wybrana najbardziej wartościową zawodniczką rozgrywek WNBA.
Jest osobą bardzo słabo słyszącą.

## Osiągnięcia
Na podstawie, o ile nie zaznaczono inaczej.

### NCAA
- Mistrzyni:
  - NCAA (1998)
  - turnieju konferencji Southeastern (SEC – 1998–2000)
  - sezonu regularnego Southeastern (1998–2000)
- Uczestniczka:
  - NCAA Final Four (2000)
  - rozgrywek Elite Eight turnieju NCAA (1998–2000)
  - rozgrywek Sweet Sixteen turnieju NCAA (1998–2001)
- Zawodniczka Roku NCAA:
  - według:
    - United States Basketball Writers Association (Amerykańskiego Stowarzyszenia Dziennikarzy Koszykarskich – 2000)
    - Associated Press (2000)

  - im. Naismitha (2000)[11]
  - ESPY award (2001)
- Most Outstanding Player MOP=MVP turnieju regionalnego NCAA (2000)
- Debiutantka Roku NCAA (1998 według Sporting News i USBWA)
- Najlepsza pierwszoroczna/nowo przybyła zawodniczka konferencji SEC (1998)
- Zaliczona do:
  - I składu:
    - Kodak/WBCA All-America (1998–2001)
    - konferencji SEC (1998–2000)
    - turnieju konferencji SEC (1998–2000)

  - NCAA All-Regional (1999, 2000)
  - NCAA All-Final Four (1998, 2000)
  - II składu SEC (2001)

### WNBA
- Mistrzyni WNBA (2012)
- Wicemistrzyni WNBA (2009, 2015)
- MVP:
  - WNBA (2011)
  - finałów WNBA (2012)[12]
- Defensywna Zawodniczka Roku WNBA (2005, 2006, 2009, 2010, 2012)[13]
- Debiutantka Roku WNBA (2002)[14]
- Laureatka:
  - Kim Perrot Sportsmanship Award (2010, 2013, 2016)
  - Dawn Staley Community Leadership Award (2008, 2016)
- Uczestniczka meczu gwiazd WNBA (2002, 2003, 2005–2007, 2009, 2011, 2013–2015)
- Liderka WNBA w przechwytach (2002, 2005–2007, 2009–2010, 2013, 2016)
- Zaliczona do:
  - I składu:
    - WNBA (2002, 2003, 2006, 2009–2012)
    - defensywnego WNBA (2005–2012, 2015)
    - debiutantek WNBA (2011)

  - II składu:
    - WNBA (2004, 2005, 2007, 2013, 2015)
    - defensywnego WNBA (2014, 2016)

  - składu:
    - WNBA All-Decade Team (2006)
    - Women's National Basketball Association's Top 15 Team (2011)
    - WNBA Top 20@20 (2016 – 20. najlepszych zawodniczek w historii WNBA)
    - WNBA 25th Anniversary Team (2021)[15]

### Drużynowe
- Mistrzyni:
  - Eurocup (2006)
  - Polski (2009)
  - Korei (2002, 2003, 2006, 2007)
- Wicemistrzyni Turcji (2010, 2011)
- Zdobywczyni Pucharu Turcji (2010, 2011)
- Finalistka:
  - Pucharu Polski (2009)
  - Superpucharu Polski (2008)
- Uczestniczka rozgrywek TOP 16 Euroligi (2010, 2011)

### Indywidualne
- MVP:
  - Polskiej Ligi Koszykówki Kobiet (2009)
  - finałów:
    - zimowej ligi WKBL (2006)
    - PLKK (2009)

  - meczu gwiazd ligi koreańskiej (2003)
- Laureatka nagród:
  - WBCBL Professional Basketball Trailblazer Award
  - Dawn Staley Community Leadership Award (2008)
  - ESPN Sports Humanitarian of the Year Award (2015)
  - National Civil Rights Museum Sports Legacy Award (2016)
- Najlepsza:
  - zagraniczna zawodniczka PLKK (2009 według eurobasket.com)
  - skrzydłowa:
    - PLKK (2009 według eurobasket.com)
    - WBCA (2013 według Asia-Basket.com)
- Zaliczona do:
  - I składu:
    - chińskiej ligi WBCA (2013 według Asia-Basket.com)
    - ligi tureckiej (2010 według eurobasket.com)
    - PLKK (2009 według eurobasket.com)
    - zagranicznych zawodniczek:
      - WBCA (2013 według Asia-Basket.com)
      - PLKK (2009 według eurobasket.com)
      - ligi tureckiej (2010 według eurobasket.com)

  - składu Honorable Mention ligi tureckiej (2011 według eurobasket.com)
  - Galerii Sław:
    - Sportu:
      - stanu Tennessee (2012)
      - Knoxville (2013)
      - zespołu Tennessee Lady Vol (2014)

    - Koszykówki stanu Indiana (2015)
- Liderka ligi:
  - koreańskiej w:
    - punktach (2003)
    - przechwytach (2003)

  - tureckiej w przechwytach (2010)

### Reprezentacja
Drużynowe
- Mistrzyni:
  - świata (2002, 2010)
  - olimpijska (2004, 2008, 2012, 2016)
  - świata U–19 (1997)
  - Pucharu Williama Jonesa (1998)
  - turnieju:
    - FIBA Diamond Ball (2008)
    - Opals World Challenge (2002)[16]
- Wicemistrzyni Ameryki U–18 (1996)
- Brązowa medalistka mistrzostw świata (2006)
- Uczestniczka spotkania The Stars at the Sun między kadrą USA, a gwiazdami WNBA (2010)